# Amilcare Zanella
Amilcare Zanella (Monticelli d'Ongina, 26 settembre 1873 – Pesaro, 9 gennaio 1949) è stato un compositore, pianista e direttore d'orchestra italiano.
Fu allievo di Giovanni Bottesini e diresse i conservatori di Parma e Pesaro.

## Biografia
Nel 1883 entrò nella Regia Scuola di musica di Parma, diplomandosi in pianoforte nel 1891, dopo aver studiato con Ficcarelli e composizione con Dacci. 
Nel 1894 fu in Sud America come sostituto di Marino Mancinelli, e vi si fermò fino al 1900, facendosi ammirare come pianista e compositore. La Libertà di Piacenza del 4 aprile 1897 scrisse che nel febbraio era stato nominato professore nel Conservatorio di Buenos Aires. Ritornato in Italia, per farsi conoscere, raccolse a sue spese un'orchestra, con la quale si esibì nel 1901 come compositore, direttore e pianista in una lunga tournée. 
Come direttore d'orchestra la sua attività è stata ininterrotta: concerti a Trieste (1907), a Roma (1909), a Napoli, Bari, Genova, Torino, Parma, Milano, a Bologna (commemorazione di Verdi nell'aprile 1913 al Teatro Comunale con la "Messa da requiem"), a Parma (commemorazioni di Corelli e di Merulo), nel giro della "Cenerentola" di Rossini in edizione integrale nel 1920 ad Asti, Pesaro, Roma, Parma, Reggio Emilia, Modena, Bergamo, a Milano con l'esecuzione dell' "Orfeo" nel III centenario monteverdiano.
Fu direttore del Conservatorio di musica di Parma dal 1903 al 1905, anno in cui succedette a Mascagni nella direzione del Liceo di Pesaro, dove tenne anche la cattedra di composizione, rimanendo in carica fino al 1940. 
Il 29 febbraio 1912 diresse a Pesaro l'esecuzione integrale dello Stabat Mater di Rossini con un complesso di duecentocinquanta esecutori, esecuzione come non mai si era sentita e che ebbe un'eco straordinaria anche fuori di Pesaro.
Nella città marchigiana fu iniziato in Massoneria, il 28 maggio 1919 presso la Loggia XI Settembre . Nella stessa Loggia ebbe l'aumento di salario al grado di Compagno il 18 dicembre dello stesso anno, e fu elevato al grado di Maestro il 20 aprile dell'anno successivo.
Nel 1921 fondò le società del quartetto di Pesaro e Ascoli Piceno; costituì il Trio di Pesaro con Chiti e Brunelli.
Come compositore si è dedicato prevalentemente alla musica strumentale. La sua musica è caratterizzata dalla vivacità ritmica e dal colore e presenta spesso una vena d'ironia.

## Composizioni (parziale)

### Opere liriche
- Aura (Pesaro, 27 agosto 1910)
- Aeternitas, opera in 4 atti su poema di G. Borelli, 1913-14
- La sulamita (Piacenza, 11 febbraio 1926)
- Il revisore, opera in 1 atto (Teatro Verdi (Trieste), 20 febbraio 1940)

### Musica strumentale
- Marcia eroica per banda
- Romanza per violoncello e orchestra
- Elegia e momento frenetico per archi e xilofono a tastiera.
- Sonata drammatica per pianoforte, 1897
- Concerto sinfonico per pianoforte e orchestra, 1897-98
- Il passero solitario, studio per pianoforte, ed. Casa Musicale Giuliana, Trieste 1899
- Sinfonia in mi minore per orchestra, 1900
- Fede, poema sinfonico per orchestra, 1905
- Vita, poema sinfonico per orchestra, 1907
- Festa campestre, bozzetto per orchestra (pubblicato 1907, Schmidl d. Trieste)
- Pasqua di Resurrezione, per coro maschile, 1911
- Messa da Requiem per tre voci d'uomo, con accompagnamento di organo o armonio, ed. Ricordi 1915
- Fantasia sinfonica, del 1918
- Seconda sinfonia fantastica, op. 76, del 1919
- Fantasia e grande fugato sinfonico a quattro soggetti, op. 25, per orchestra e pianoforte
- Due pezzi per orchestra: 1., Lacrymae Rerum e 2. umoresca (pubblicato da Ricordi nel 1915-16)
- Sonata in fa diesis minore, per violino e pianoforte, 1922
- Poemetto per violino e pianoforte (dedicato a Gioconda De Vito) 1922 ca.
- Quartetto in la maggiore, op. 62 (pub. 1919)
- Secondo quartetto in re minore per due violini, viola e violoncello, 1924
- Quintetto (piano, 2 violini, viola, violoncello), op.64 (pub. 1918)
- Trio per pianoforte, violino, violoncello mi minore, op.23
- Trio per pianoforte, violino, violoncello sol minore, senza op., 1928
- Sonate per violoncello e pianoforte, la maggiore, op.72, 1916
- Il racconto del figlio, romanza per canto e pianoforte, dedicata a Beniamino Gigli, ed. Ricordi 1927
- L'infinito, per voce di tenore, coro maschile e orchestra, 1929